# Queen's Club Championships 1990
I Queen's Club Championships 1990 (conosciuti pure come Artois Championships per motivi di sponsorizzazione) sono stati un torneo di tennis giocato sull'erba. È stata la 97ª edizione del Queen's Club Championships e faceva parte della categoria ATP World Series nell'ambito dell'ATP Tour 1990. Si è giocato al Queen's Club di Londra in Inghilterra, dall'11 al 18 giugno 1990.

## Campioni

### Singolare
Ivan Lendl ha battuto in finale  Boris Becker con il punteggio di 6–3, 6–2.

### Doppio
Jeremy Bates /  Kevin Curren hanno battuto in finale  Henri Leconte /  Ivan Lendl con il punteggio di 6–2, 7–6.